# IC 735
IC 735 је спирална галаксија у сазвјежђу Лав која се налази на листи објеката дубоког неба у Индекс каталогу.
Деклинација објекта је + 13° 12' 32" а ректасцензија 11h 48m 12,8s. Привидна величина (магнитуда) објекта IC 735 износи 14,0 а фотографска магнитуда 14,8. IC 735 је још познат и под ознакама UGC 6775, MCG 2-30-38, CGCG 68-69, PGC 36849.